# Mennan Yapo
Mennan Yapo (né en 1966 à Munich) est un réalisateur, scénariste, producteur et acteur allemand d'origine turque.

## Biographie
Né à Munich de parents turcs, il est dans le monde du cinéma depuis 1988, ayant commencé dans des petits jobs d'assistant et la publicité.
À partir de 1995, il s'engage comme scénariste et producteur, ainsi que comme acteur (dans le film The Pillow Book de Peter Greenaway en 1996, ou dans le Good Bye, Lenin! de Wolfgang Becker en 2003).
1999 est l'année de sa première réalisation. Son court Framed, a été nommé en vue du Deutscher Filmpreis et montré à plusieurs festivals internationaux.
En 2002, il se lance dans son premier long-métrage, Lautlos (Soundless). Succès au box-office success allemand en 2004, et qui acquiert une reconnaissance internationale.
Ses débuts à Hollywood se font avec Prémonitions avec Sandra Bullock, sorti en mars 2007, et qui a été un succès économique.

## Filmographie
- 1996 : After Hours - producteur
- 1996 : The Pillow Book - acteur
- 1999 : Framed (court-métrage) - réalisateur
- 2001 : Birthday - producteur
- 2003 : Good Bye, Lenin! - acteur
- 2004 : Soundless (Lautlos) - réalisateur
- 2007 : Prémonitions - réalisateur
- 2011 : Gunslinger - réalisateur
- 2012 : The Ambassador

## Récompenses
- 2005 Festival du Film Policier de Cognac - Prix spécial du jury pou : Lautlos (2004)
- 2005 WorldFest Houston - Platinum Award Independent Theatrical Feature Films & Videos - Suspense/Thriller pour : Lautlos (2004)

### Nominations
- 1999 German Short Film Award - Nomination en vue du Short Film Award in Gold pour : Framed (1999)